# جوناثان فروتشن
جوناثان فروتشن (بالإنجليزية: Jonathan Fortune)‏ هو لاعب كرة قدم بريطاني، ولد في 23 أغسطس 1980 في إيزلينغتون ‏ في المملكة المتحدة. لعب مع تشارلتون أثلتيك وستوك سيتي وشيفيلد يونايتد ونادي إكزتر سيتي ونادي بارنت ونادي مانسفيلد تاون.

## وصلات خارجية
- جوناثان فروتشن على موقع قاعدة بيانات كرة القدم.إي يو (الإنجليزية)
- جوناثان فروتشن على موقع Soccerbase.com (لاعب) (الإنجليزية)
- جوناثان فروتشن على موقع عالم كرة القدم.نت (الإنجليزية)